# Treto poluvreme
Treto poluvreme é um filme tcheco-estadunidense-macedônico de 2012, dos gêneros drama, guerra, esporte e ficção histórica, dirigido por Darko Mitrevski.
Foi selecionado como representante da Macedónia do Norte à edição do Oscar 2013, organizada pela Academia de Artes e Ciências Cinematográficas.[carece de fontes?]

## Elenco
- Sasko Kocev - Kosta
- Katarina Ivanovska - Rebecca Cohen
  - Bedija Begovska - Rebecca (2012)
- Richard Sammel - Rudolph Spitz
- Rade Šerbedžija - Don Rafael Cohen
- Emil Ruben - Garvanov
- Mitko S. Apostolovski - Dimitrija
- Toni Mihajlovski - Pancho
- Igor Angelov - Afrika